# Barbro Martinsson
Barbro Martinsson (ur. 16 sierpnia 1935 w Sundsbruk) – szwedzka biegaczka narciarska, dwukrotna medalistka olimpijska oraz dwukrotna medalistka mistrzostw świata.

## Kariera
Jej olimpijskim debiutem były igrzyska w Cortinie d’Ampezzo w 1956 roku, gdzie zajęła 14. miejsce w biegu na 10 km. Na tym samym dystansie podczas igrzysk olimpijskich w Squaw Valley zajęła 7. miejsce. Na igrzyskach w Innsbrucku w 1964 roku wspólnie z Britt Strandberg i Toini Gustafsson wywalczyła srebrny medal w sztafecie 3 × 5 km. W swoim najlepszym starcie indywidualnym, w biegu na 5 km zajęła 7. miejsce. Cztery lata później, na igrzyskach olimpijskich w Grenoble Szwedki w tym samym składzie co w Innsbrucku obroniły tytuł wicemistrzyń olimpijskich w sztafecie. Ponadto Martinsson dwukrotnie zajmowała czwarte miejsca w biegach indywidualnych. W biegu na 5 km walkę o brązowy medal przegrała z Alewtiną Kołcziną ze Związku Radzieckiego o zaledwie 1,3 sekundy. W biegu na 10 km minimalnie lepsza okazała się Norweżka Inger Aufles i to ona zdobyła brązowy medal. Na kolejnych igrzyskach Martinsson już nie startowała.
W 1962 roku wystartowała na mistrzostwach świata w Zakopanem, gdzie wraz ze Strandberg i Gustafsson wywalczyła srebrny medal w sztafecie. Na tych samych mistrzostwach zajęła także 6. miejsce w biegu na 10 km oraz 8. miejsce w biegu na 5 km. Cztery lata później, podczas mistrzostw świata w Oslo Szwedki w tym samym składzie zdobyły kolejny medal w sztafecie, tym razem brązowy. Ponadto Martinsson zajęła 6. miejsce na dystansie 10 km oraz 7. miejsce w biegu na 5 km techniką klasyczną.
W 1964 roku wygrała biegu na 10 km podczas Holmenkollen ski festival. Jej mąż Sture Grahn również reprezentował Szwecję w biegach narciarskich.

## Osiągnięcia

### Igrzyska olimpijskie
| Miejsce | Dzień       | Rok  | Miejscowość       | Konkurencja             | Czas biegu | Strata  | Zwyciężczyni        |
| ------- | ----------- | ---- | ----------------- | ----------------------- | ---------- | ------- | ------------------- |
| 14.     | 28 stycznia | 1956 | Cortina d’Ampezzo | 10 km stylem klasycznym | 38:11      | +2:53   | Lubow Kozyriewa     |
| 7.      | 20 lutego   | 1960 | Squaw Valley      | 10 km stylem klasycznym | 39:46,6    | +1:19,6 | Marija Gusakowa     |
| 11.     | 1 lutego    | 1964 | Innsbruck         | 10 km stylem klasycznym | 40:24,3    | +2:11,8 | Kławdija Bojarskich |
| 7.      | 5 lutego    | 1964 | Innsbruck         | 5 km stylem klasycznym  | 17:50,5    | +35,9   | Kławdija Bojarskich |
| 2.      | 7 lutego    | 1964 | Innsbruck         | Sztafeta 3 × 5 km       | 59:20,2    | +2:06,8 | ZSRR                |
| 4.      | 9 lutego    | 1968 | Grenoble          | 10 km stylem klasycznym | 36:46,5    | +1:20,6 | Toini Gustafsson    |
| 4.      | 13 lutego   | 1968 | Grenoble          | 5 km stylem klasycznym  | 16:45,2    | +7,7    | Toini Gustafsson    |
| 2.      | 16 lutego   | 1968 | Grenoble          | Sztafeta 3 × 5 km       | 57:30,0    | +21,0   | Norwegia            |

### Mistrzostwa świata
| Miejsce | Dzień     | Rok  | Miejscowość | Konkurencja             | Czas biegu | Strata  | Zwyciężczyni       |
| ------- | --------- | ---- | ----------- | ----------------------- | ---------- | ------- | ------------------ |
| 8.      | 19 lutego | 1962 | Zakopane    | 5 km stylem klasycznym  | 19:28,6    | +1:49,4 | Alewtina Kołczina  |
| 6.      | 21 lutego | 1962 | Zakopane    | 10 km stylem klasycznym | 39:48,2    | +2:40,2 | Alewtina Kołczina  |
| 2.      | 23 lutego | 1962 | Zakopane    | Sztafeta 3 × 5 km       | 58:08,9    | +1:19,0 | ZSRR               |
| 7.      | 23 lutego | 1966 | Oslo        | 5 km stylem klasycznym  | 17:18,9    | +48,1   | Alewtina Kołczina  |
| 6.      | 25 lutego | 1966 | Oslo        | 10 km stylem klasycznym | 36:25,5    | +1:54,3 | Klawdia Bojarskich |
| 3.      | 27 lutego | 1966 | Oslo        | Sztafeta 3 × 5 km       | 56:04,2    | +1:56,5 | ZSRR               |